# Церква Святого Дмитрія Солунського (Самійличі)
Церква Святого Димитрія Солунського — православний (ПЦУ) храм в селі Самійличі Шацького району Волинської області. 
У 2007 році єпископ Луцький і Волинський УПЦ КП Михаїл освятив новозбудований храм і разом із настоятелем священиком Михайлом Цвинкилевичем і духовенством Шацького й Любомльського деканатів відслужив першу Літургію. Самійлицьку церкву було зведено не тільки коштами громади, а й стараннями добродійників, тож владика нагородив їх: Петра Федонюка — за дорученням Патріарха Філарета — орденом Архістратига Михаїла, благословенними грамотами — голову райдержадміністрації Леоніда Кислюка, Адама Кущика, Михайла Федуна, Валерія Гінайла, Миколу Кузьмича, хор парафії. Згадали добрим словом і покійного Степана Іванісіка, який допомагав будматеріалами.